# Jan Nepomucen Gajewski
Jan Nepomucen Gajewski herbu Jelita – regent ziemski łęczycki, podsędek łęczycki w latach 1783–1801, pisarz łęczycki w latach 1778–1783, poseł województwa łęczyckiego na Sejm Czteroletni w 1788 roku.